# جورج كامينغز
جورج كامينغز (بالإنجليزية: George Cummings)‏ هو عازف قيثارة ومغني ومغن مؤلف أمريكي، ولد في 28 يوليو 1938.

## وصلات خارجية
- جورج كامينغز على موقع IMDb (الإنجليزية)
- جورج كامينغز على موقع ميوزك برينز (الإنجليزية)